# 圓成寺 (京都市)
圓成寺（えんじょうじ）または円成寺は、京都府京都市北区鷹峯にある日蓮宗の寺院。山号は清雲山。洛陽十二支妙見の一つ（亥の妙見大菩薩、鷹峯の岩戸妙見として知られる）。境内には儒者三宅亡羊及びその一族の墓がある。

## 歴史
- 寛永7年（1630年）、圓成院日任上人は岩戸妙見大菩薩現出の霊夢を受け、霊場を再興され開山となる[1]。

## 境内
- 本堂
- 妙見堂

## 歴代
- 圓成院日任

## 周辺
- 常照寺
- 源光庵
- 光悦寺

## 参考資料
- 日蓮宗寺院大鑑編集委員会『宗祖第七百遠忌記念出版 日蓮宗寺院大鑑』大本山池上本門寺 (1981年)